# Pedaria tibialis
Pedaria tibialis är en skalbaggsart som beskrevs av Josso och Prévost 2006. Pedaria tibialis ingår i släktet Pedaria och familjen bladhorningar. Inga underarter finns listade i Catalogue of Life.